# Salmagundi (czasopismo)
Salmagundi; or The Whim-whams and Opinions of Launcelot Langstaff, Esq. & Others (pol. Salmagundi, czyli Postrzelone Pomysły i Opinie Wielmożnego Pana Launcelota Langstaffa i Innych), powszechnie nazywany Salmagundi – XIX-wieczny amerykański periodyk satyryczny, stworzony i redagowany przez pisarza Washingtona Irvinga. Tworzony przy współpracy z najstarszym bratem Irwinga, Williamem, oraz Jamesem Pauldingiem. Powstało 20 numerów wydanych w nieregularnych odstępach czasu pomiędzy 24 stycznia 1807 a 15 stycznia 1808.
„Salmagundi” był paszkwilem na nowojorską kulturę i politykę; można go porównać do współczesnego czasopisma „Mad”. W 17. wydaniu z 11 listopada 1807 Irving po raz pierwszy przypisał miastu Nowy Jork nazwę Gotham Gotham jest słowem anglosaskim oznaczającym "Goat's Town" (ang. Kozie miasto).
Irving i jego współpracownicy swoje artykuły w periodyku podpisywali wieloma pseudonimami, m.in. Will Wizard, Launcelot Langstaff, Pindar Cockloft i Mustapha Rub-a-Dub Keli Khan.
Irving i Paulding zaprzestali wydawania „Salmagundi” w styczniu 1808, po kłótni o zyski z wydawcą Davidem Longworthem.
Przedruki dostępne są w:
- Washington Irving: History, tales, and sketches. New York, N.Y.: Literary Classics of the United States: c1983.. ISBN 978-0-940450-14-1. (ang.). Brak numerów stron w książce